# Tobias Stieler
Tobias Stieler (Obertshausen, 2 luglio 1981) è un arbitro di calcio tedesco.

## Carriera
Nel giugno 2017 viene chiamato a dirigere gli Europei under 21 del 2017.  Nel settembre dello stesso anno fa il suo esordio nella fase a gironi di Champions, venendo designato per un match della seconda giornata, tra gli italiani della Juventus e i greci dell'Olympiacos.